# Ba lô

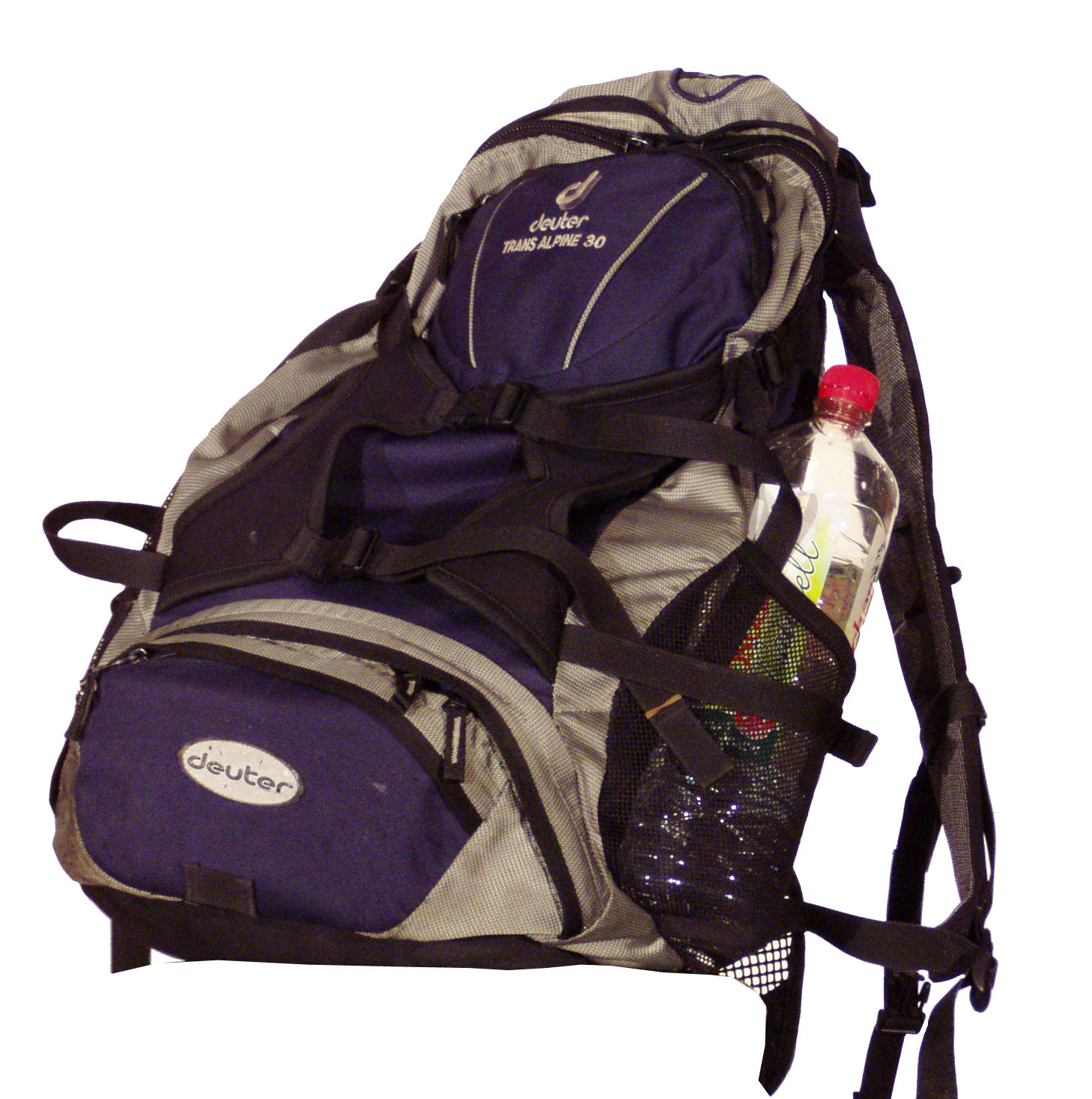
Một chiếc ba lô hiện đại của Deuter

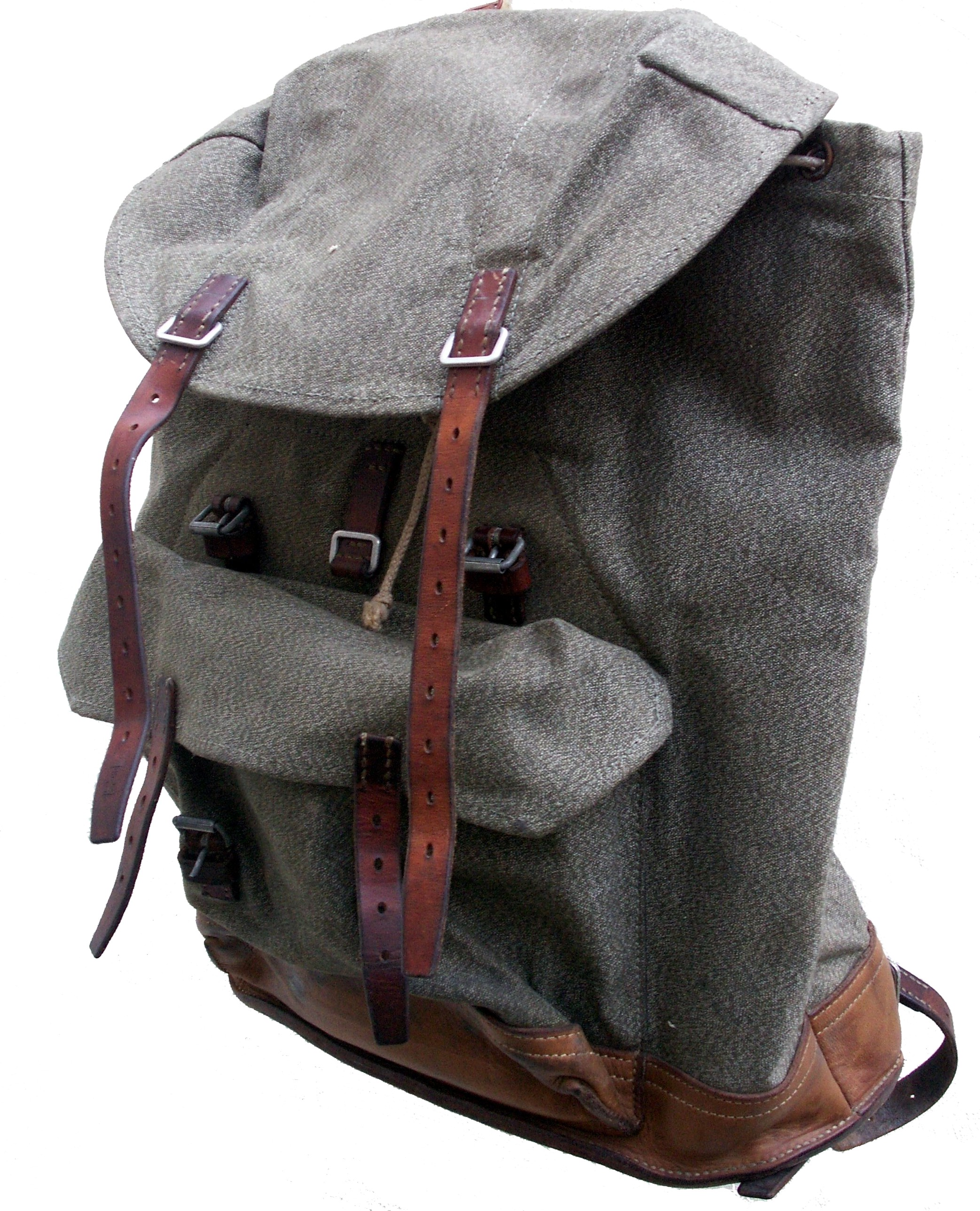
Ba lô quân đội Thụy Sĩ năm 1960

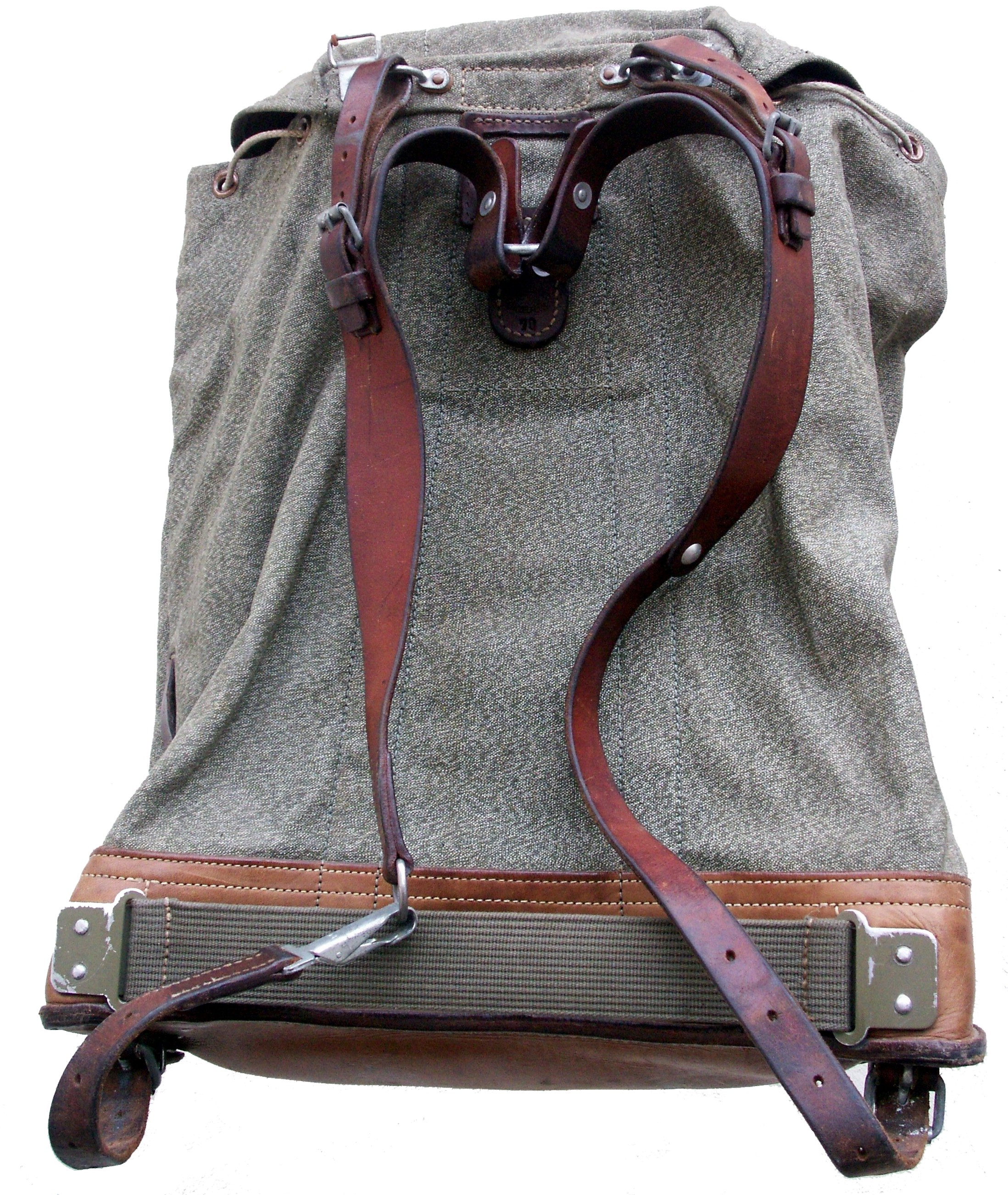
Khung mang tích hợp (bên trong)

Ba lô (tiếng Anh: backpack, knapsack, schoolbag, rucksack, rucksac, pack, sackpack, booksack, bookbag hoặc backsack) bắt nguồn từ tiếng Pháp: ballot  là một loại túi đựng bằng vải có hai dây vắt qua vai để đeo trên lưng, ngoài ra còn có những trường hợp ngoại lệ. Những loại ba lô nhẹ đôi khi chỉ có một dây đeo chéo vai.
Những người đi bộ đường dài và học sinh thường sử dụng balo, cũng như sự ưa thích hơn đối với túi xách khi cần mang vác nặng hoặc mang theo bất kỳ loại thiết bị nào, vì khả năng hạn chế để mang vác nặng trong thời gian dài trong tay.
Ba lô lớn có thể sử dụng để mang tải hơn 10 kilôgam (22 lb), cũng như ba lô thể thao nhỏ hơn (ví dụ: chạy bộ, đạp xe, đi bộ đường dài và đựng nước), thường giảm tải phần lớn nhất (lên đến khoảng 90%) trọng lượng của chúng lên đai hông có đệm, để lại dây đeo vai chủ yếu để ổn định tải trọng. Điều này giúp cải thiện khả năng mang vác vật nặng, vì hông khỏe hơn vai, đồng thời cũng tăng sự nhanh nhẹn và thăng bằng, vì vật nặng di chuyển gần tâm khối lượng của chính người đeo.

## Thuật ngữ
Từ backpack tại Hoa Kỳ bắt nguồn từ thập niên 1910. Moneybag và packsack là từ đã được sử dụng trước đây và hiện nay chủ yếu xuất hiện dưới dạng phương ngữ.
Từ rucksack là một từ mượn của tiếng Đức, chủ yếu được sử dụng ở Anh, Mỹ và các lực lượng quân sự phương Tây khác. Trong tiếng Đức Trung Cao ruck(e) có nghĩa là "lưng" (dorsum), dẫn đến từ ruggsack trong tiếng Thượng Đức. Trong tiếng Đức hiện đại, từ "der Rucksack" thường được sử dụng. Rucksack là từ cùng nguồn gốc với rygsæk của Đan Mạch, ryggsekk của Na Uy, rugzak của Hà Lan, rugsak của Afrikaans, ryggsäck của Thụy Điển, và рюкзак (rjukzak) của Nga.
Từ knapsack là tên thông thường của rucksack hoặc backpack cho đến giữa thế kỷ 20, thường được sử dụng ở Canada.
Các tên thay thế bao gồm haversack từ tiếng Đức Hafersack có nghĩa là "bao yến mạch"(oat sack) (mô tả chính xác hơn là một chiếc túi vải nhỏ có quai đeo qua một bên vai và ban đầu được gọi là túi yến mạch dùng để mang thức ăn cho ngựa), Kraxe (một chiếc ba lô của Đức có khung cứng), và bergen (một chiếc ba lô chịu được trọng lượng lớn, từ một thiết kế của Quân đội Anh trong Chiến tranh thế giới thứ hai). Trên thực tế, người Anh thường gọi ba lô kiểu Alpine là "ba lô Bergen", có thể là từ tên của người tạo ra chúng, tiếng Na Uy là Ole F. Bergan, kết hợp với tên thành phố Bergen của Na Uy.
Ba lô thường có thể được gọi đơn giản là "gói", đặc biệt là trong bối cảnh ngoài trời; mặc dù đôi khi mơ hồ so với các loại túi khác như túi yên ngựa và túi vải thô, ngữ cảnh nói chung là đủ để nhận dạng. Chúng cũng được sử dụng trong các hoạt động giải trí và từ lâu đã được sử dụng để chở dụng cụ thể thao và các vật liệu khác.
Rất lâu trước khi các thuật ngữ khác nhau của nó bắt đầu xuất hiện trên báo in, bằng chứng về những chiếc ba lô thời kỳ đầu rất khan hiếm. Một ứng cử viên cho vị trí sớm nhất đã được tìm thấy chính là xác ướp của Ötzi vào năm 3300 trước Công nguyên.

## Thiết kế

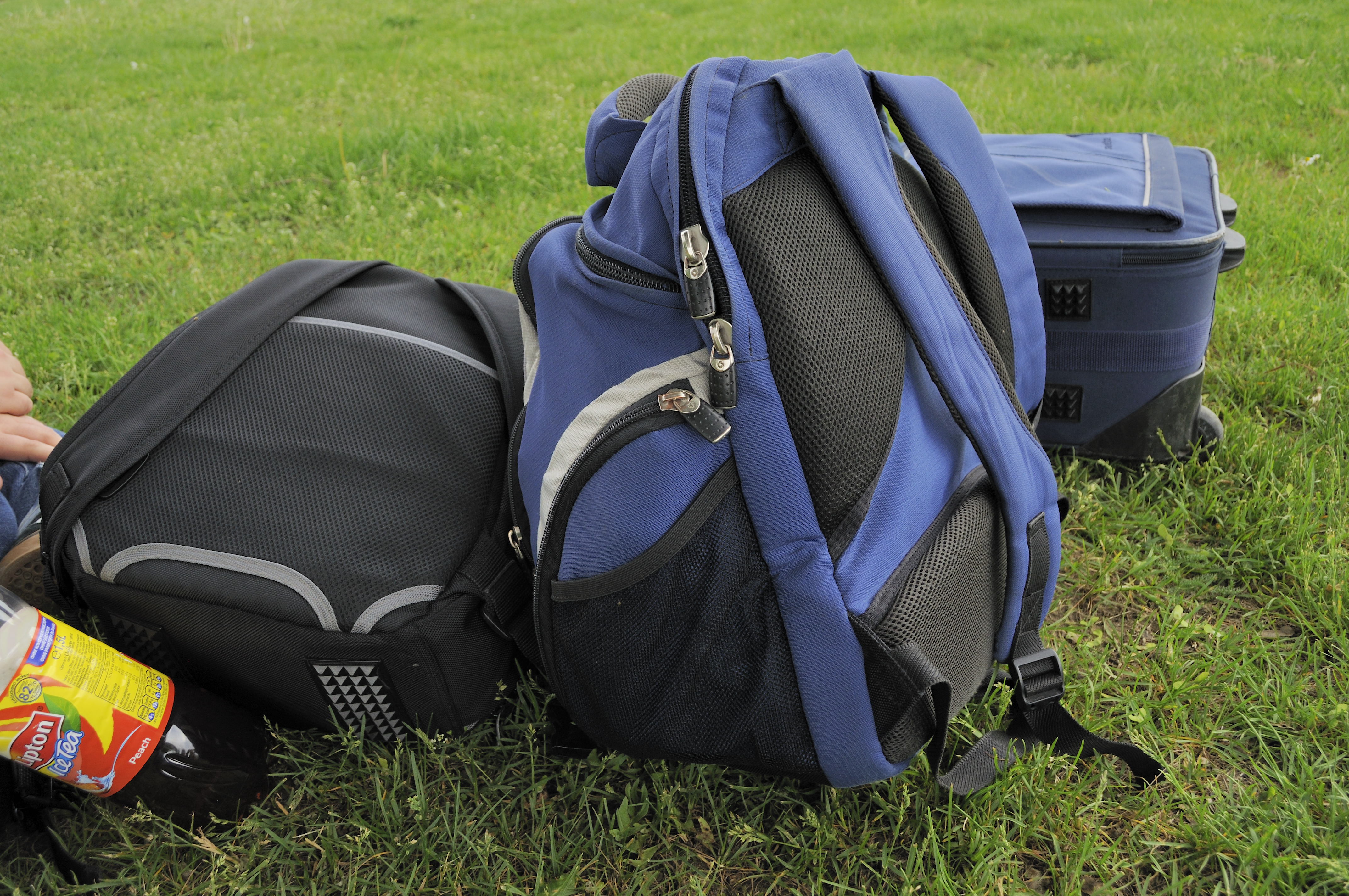
Ba lô không khung

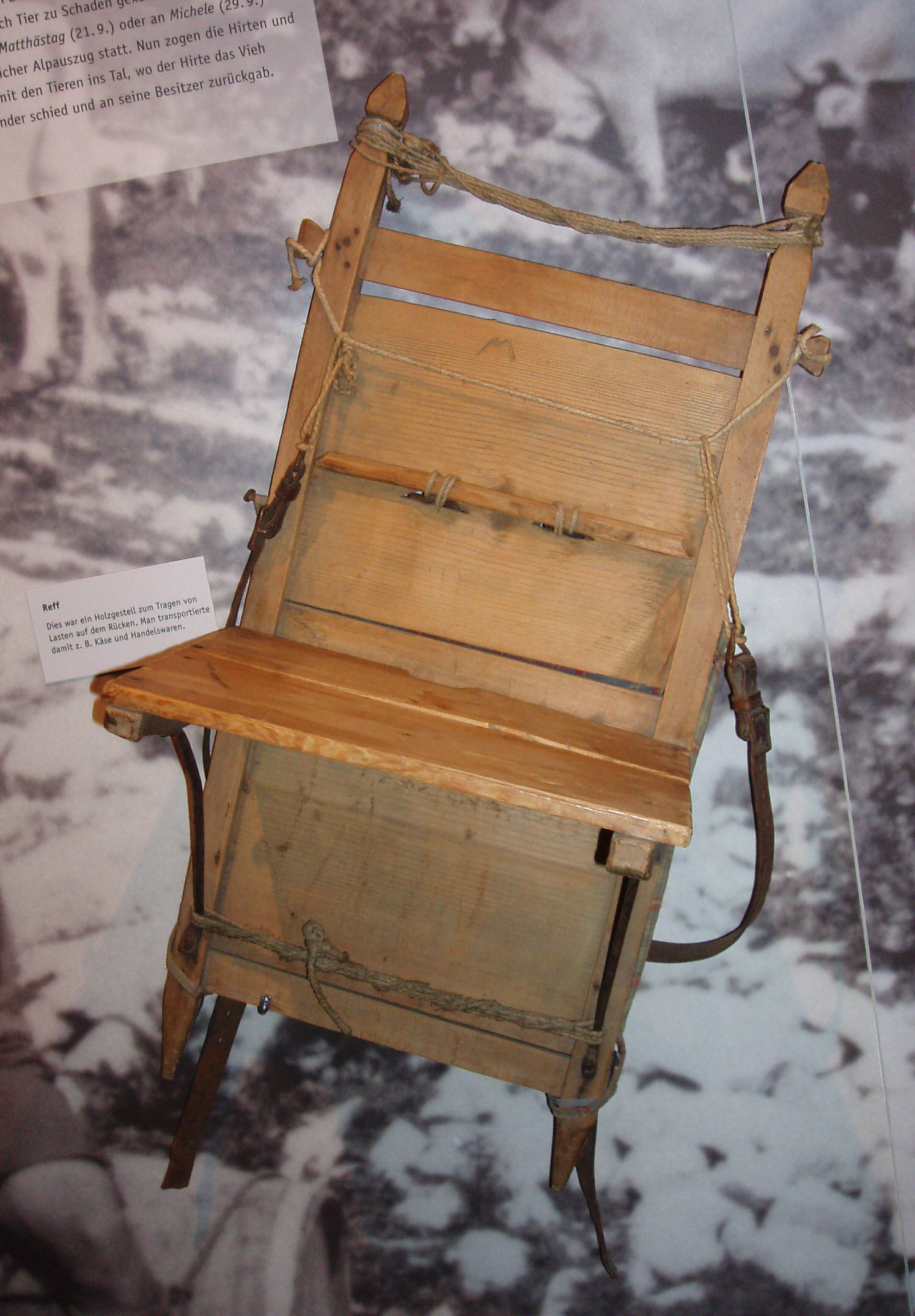
Khung phía sau có giá dùng để chở hàng trong Allgäu, nơi nó được gọi là Reff

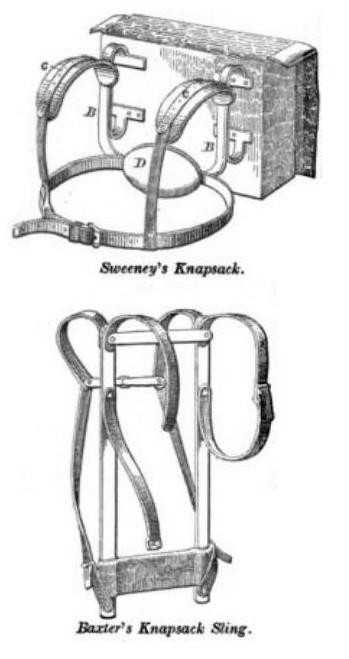
Hai ví dụ về thiết kế ba lô khung ngoài có từ những năm 1860

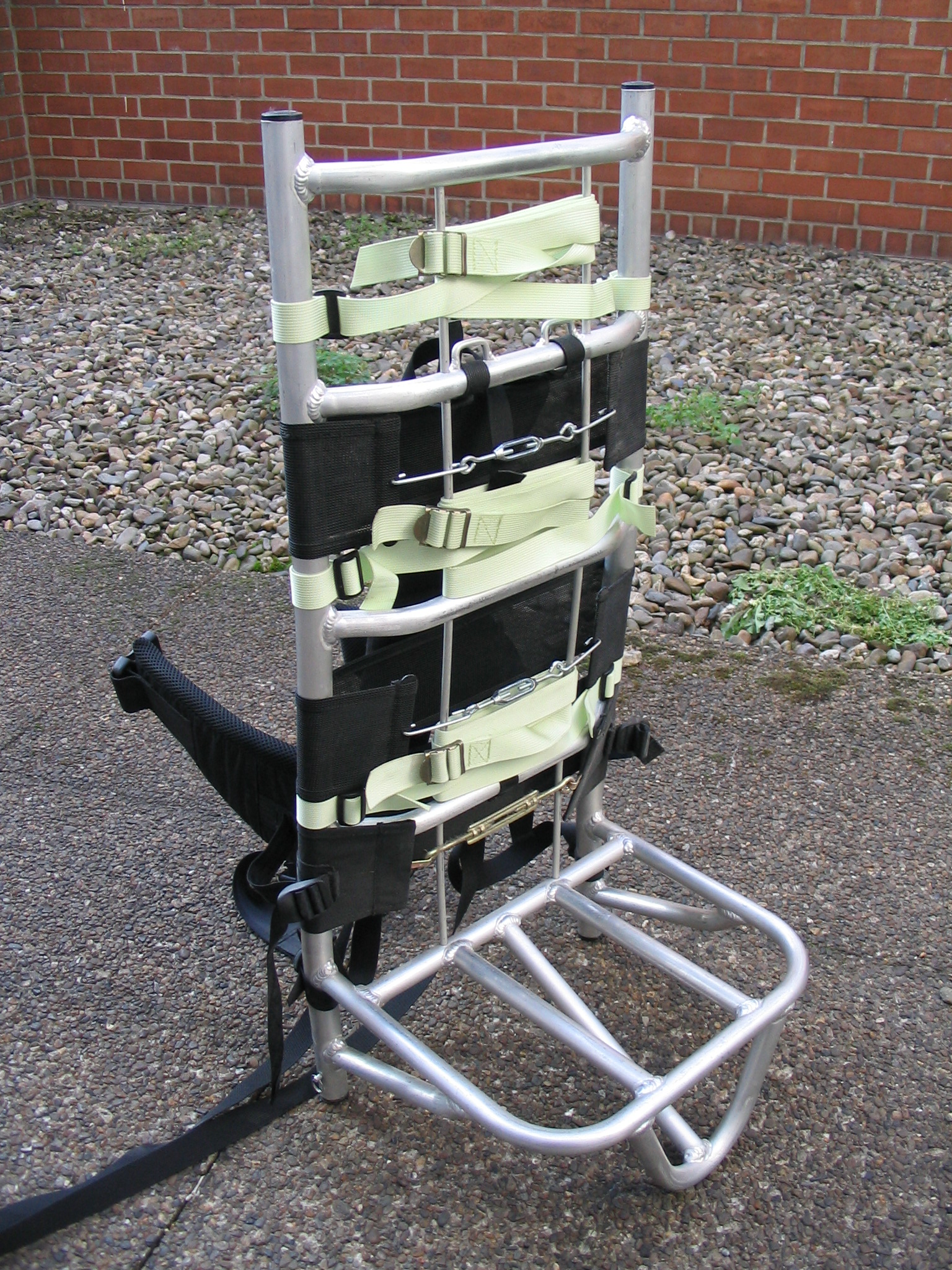
Khung ngoài hiện đại

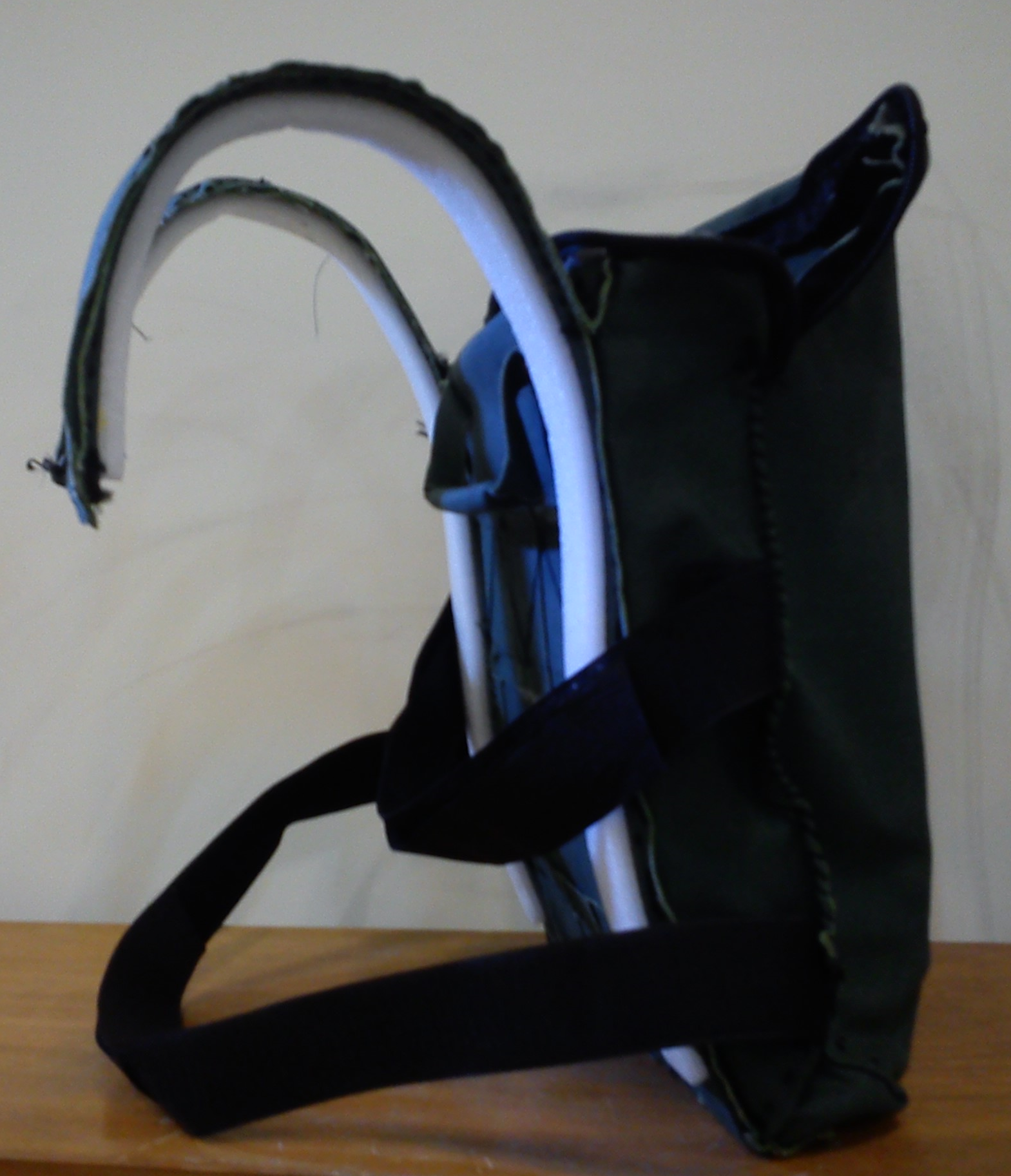
Ba lô có dây đai composite không dẻo

Ba lô nói chung thuộc một trong bốn loại: không khung, khung ngoài, khung trong và phần thân. Khung ba lô, nếu có, dùng để đỡ ba lô và phân bổ trọng lượng của đồ bên trong ba lô trên cơ thể một cách hợp lý, bằng cách chuyển phần lớn trọng lượng sang hông và chân. Do đó, phần lớn trọng lượng được trút khỏi vai, giảm nguy cơ chấn thương do áp lực của dây đeo vai (nhiều ba lô chỉ trang bị dây đeo vai có thể ảnh hưởng đến tư thế của một người mang hơn 14 kg (30 lbs)), cũng như ít hạn chế phạm vi chuyển động của phần trên cơ thể. Hầu hết các ba lô đều có thể đóng lại bằng cơ chế khóa, dây kéo phéc mơ tuya hoặc gập phần đầu túi, mặc dù một số mẫu sử dụng dây rút có gắn nút khóa dây cho phần ngăn chính.

## Sử dụng hàng ngày

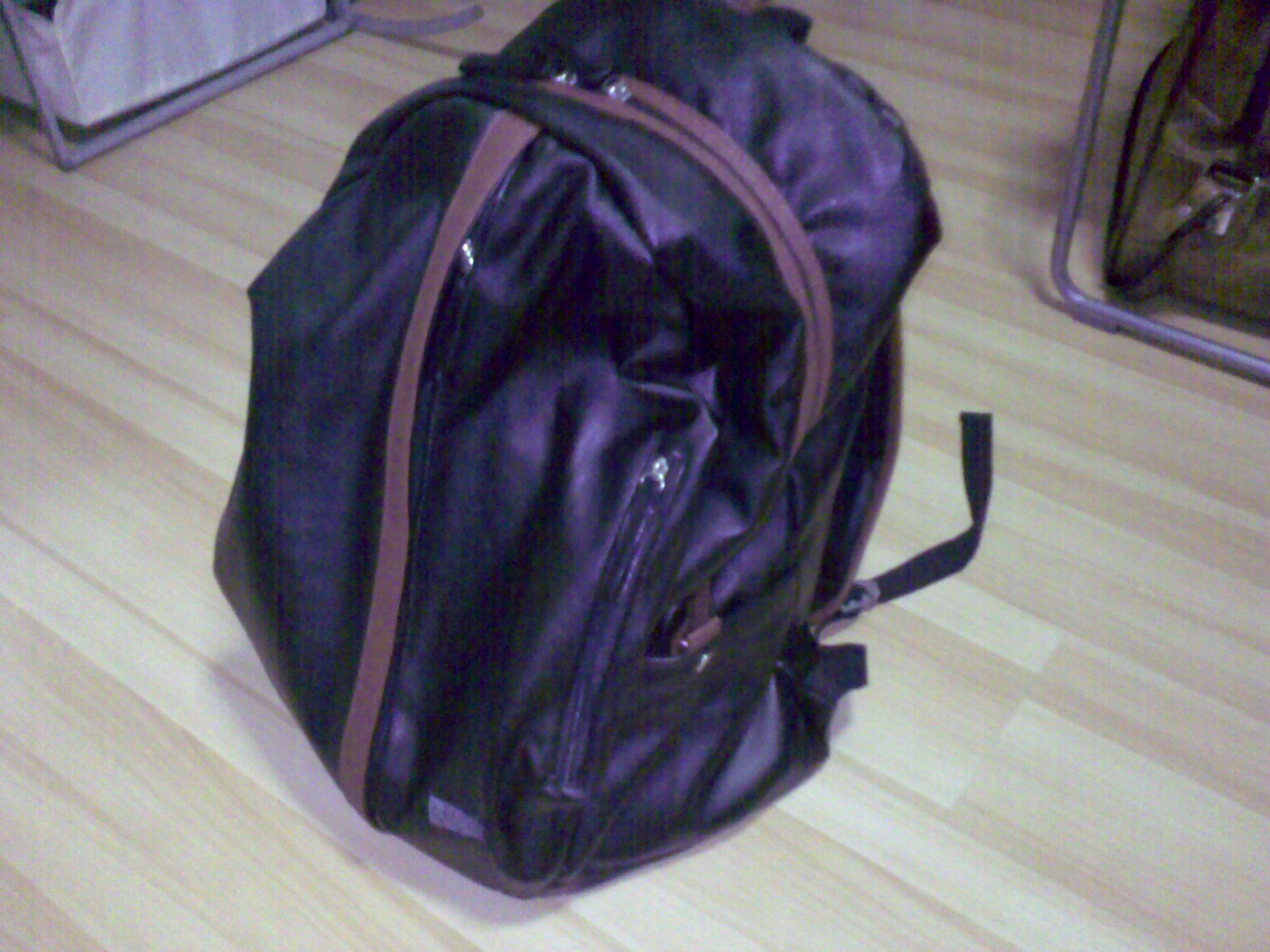
Balo dùng hàng ngày

Ba lô hàng ngày (tiếng Anh: Daypack) là một chiếc ba lô nhỏ hơn, không khung có thể chứa đủ đồ cho một chuyến đi bộ đường dài trong ngày hoặc các hoạt động khác trong ngày. Chúng không đủ lớn để du hành với trang bị sau lưng thường phải đem theo túi ngủ cỡ lớn và lều, nhưng có thể đủ lớn cho ba lô du lịch siêu nhẹ. Có thể gắn thêm dây đai thắt lưng có đệm hoặc không có đệm để phân bổ trọng lượng trên cơ thể.

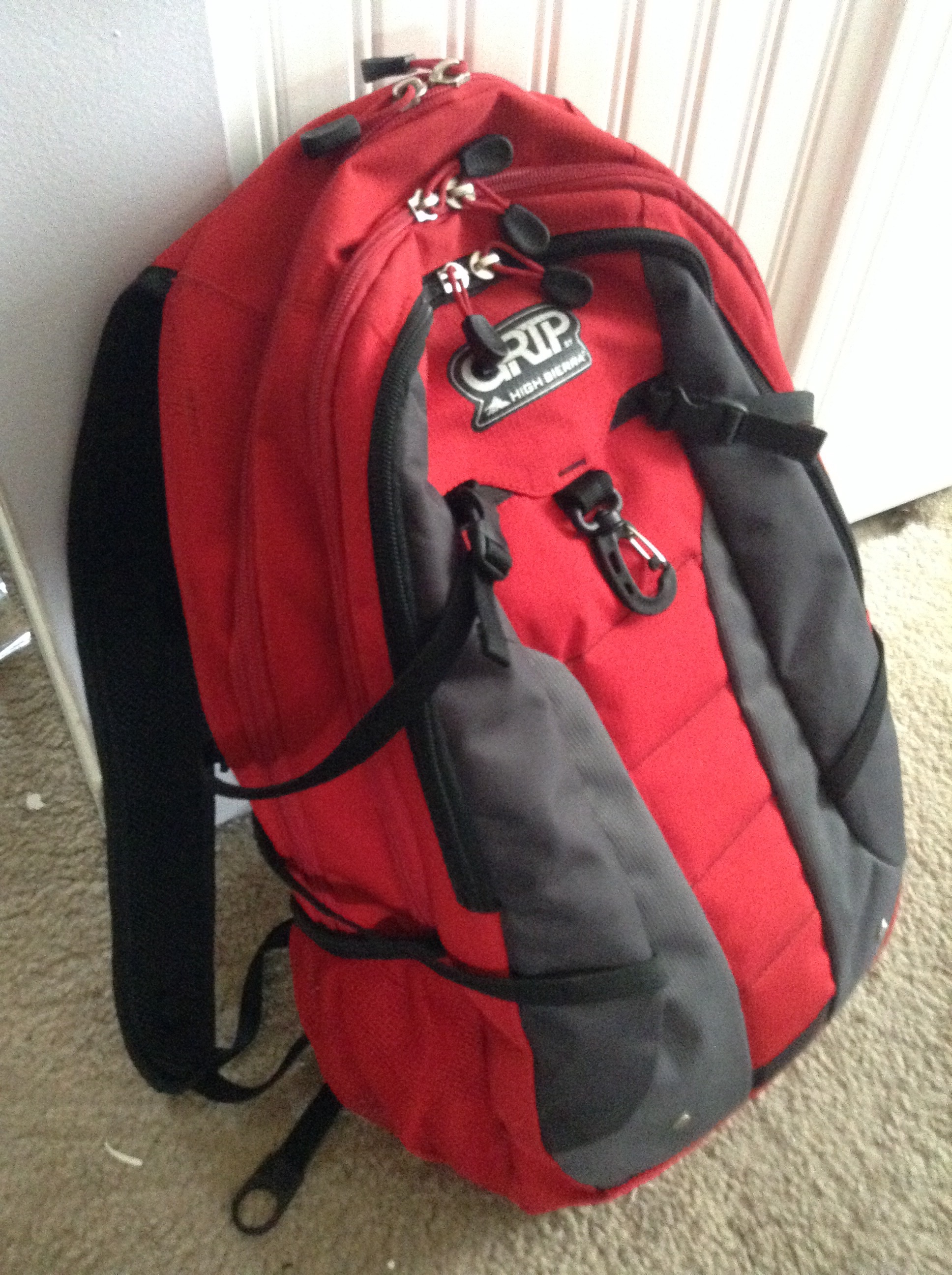
Cặp đi học

Ở nhiều quốc gia, hình ảnh ba lô thường gắn liền với sinh viên hoặc học sinh và là phương tiện chính để vận chuyển tài liệu giáo dục đến từ nhà đến trường. Trong ngữ cảnh này, chúng đôi khi được gọi là cặp sách hoặc cặp đi học. Việc mua một chiếc ba lô phù hợp thời trang, hấp dẫn và hữu ích gần như là một nghi thức quan trọng trong ngày tựu trường của nhiều học sinh.

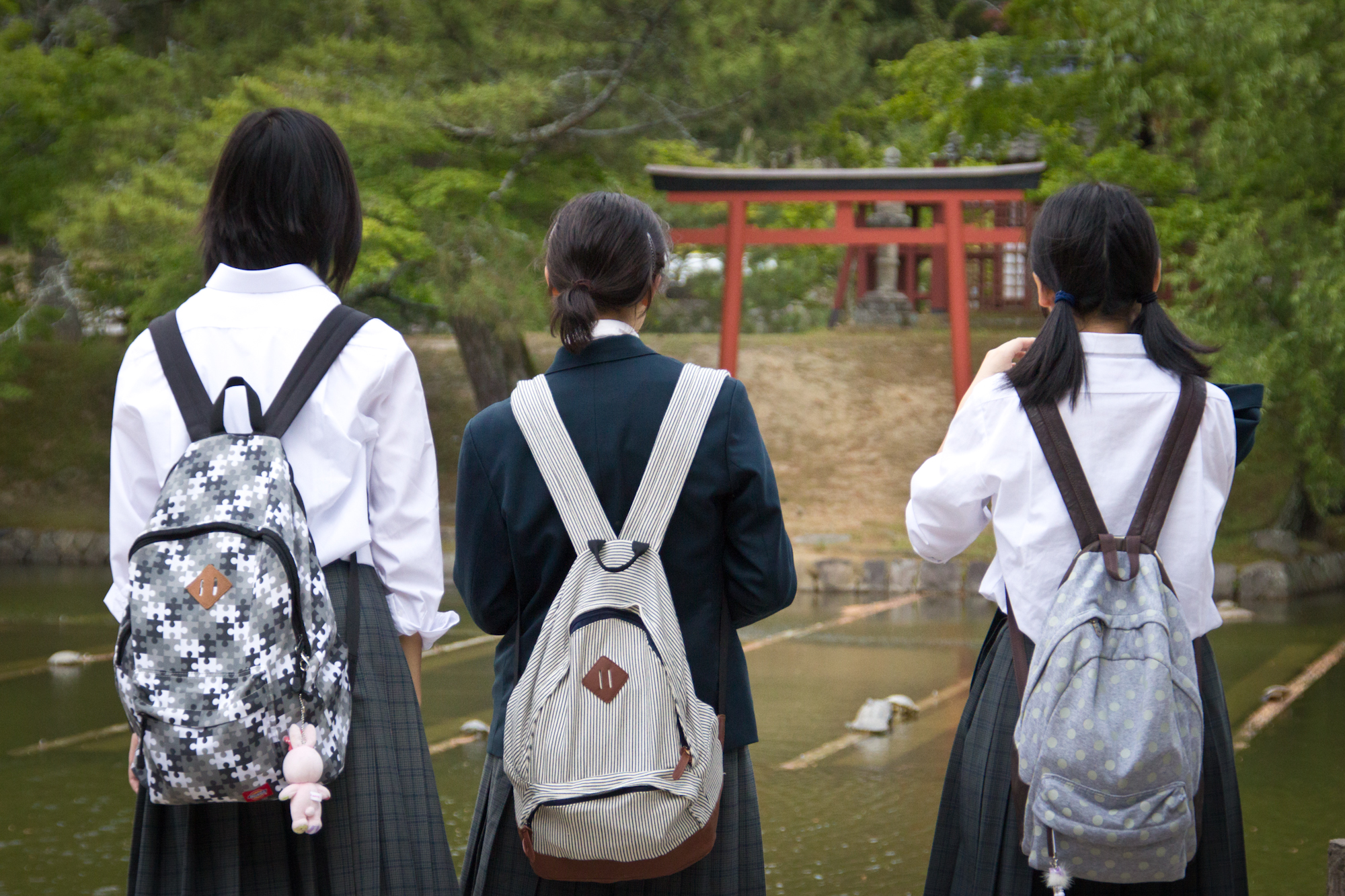
Ba lô đeo kiểu lỏng lẻo

Ba lô học sinh cơ bản thường không có khung cứng như ba lô kiểu ngoài trời và chỉ bao gồm một vài túi ở phía trước ngoài ngăn chứa chính. Mặc dù kiểu truyền thống rất đơn giản về thiết kế, ba lô học sinh thường có dây đeo vai và lưng có đệm cũng như gia cố thêm để chứa một lượng lớn sách giáo khoa nặng, cũng như các tính năng an toàn như tấm phản quang để giúp dễ nhận ra người đeo ba lô hơn.
Ba lô đôi khi được đeo như một phụ kiện thời trang, lúc này chúng thực hiện chức năng giống như một chiếc ví. Một số loại ba lô như vậy thường được thiết kế dành riêng cho phụ nữ, nó có kích cỡ tương đương với một chiếc ví thông thường và thường là phụ kiện của các phụ nữ trẻ.

### Hình ảnh

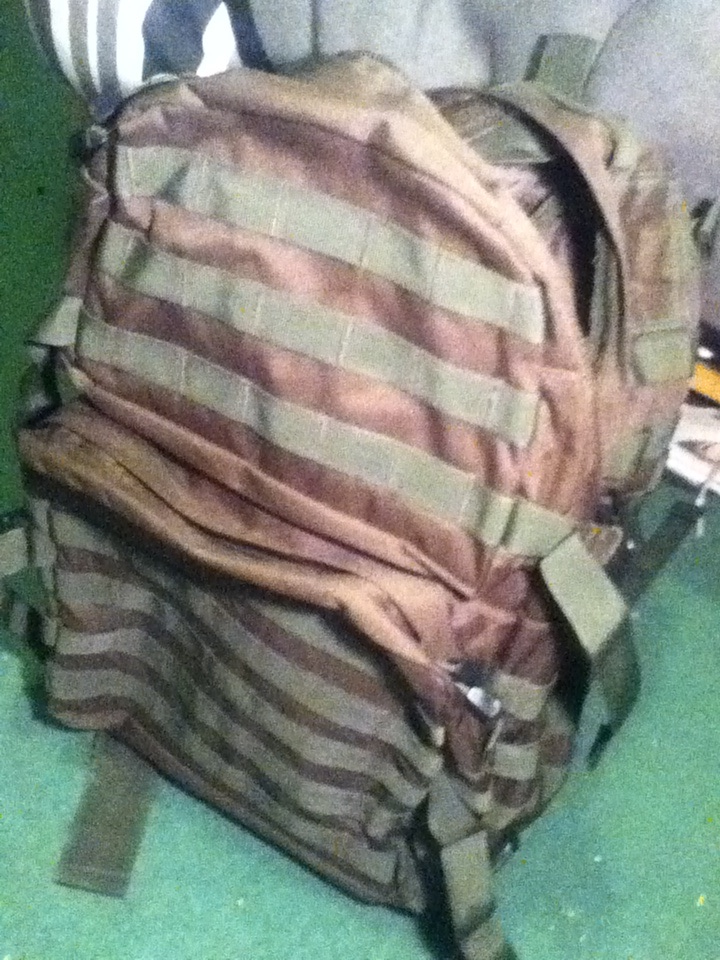
Ba lô MOLLE
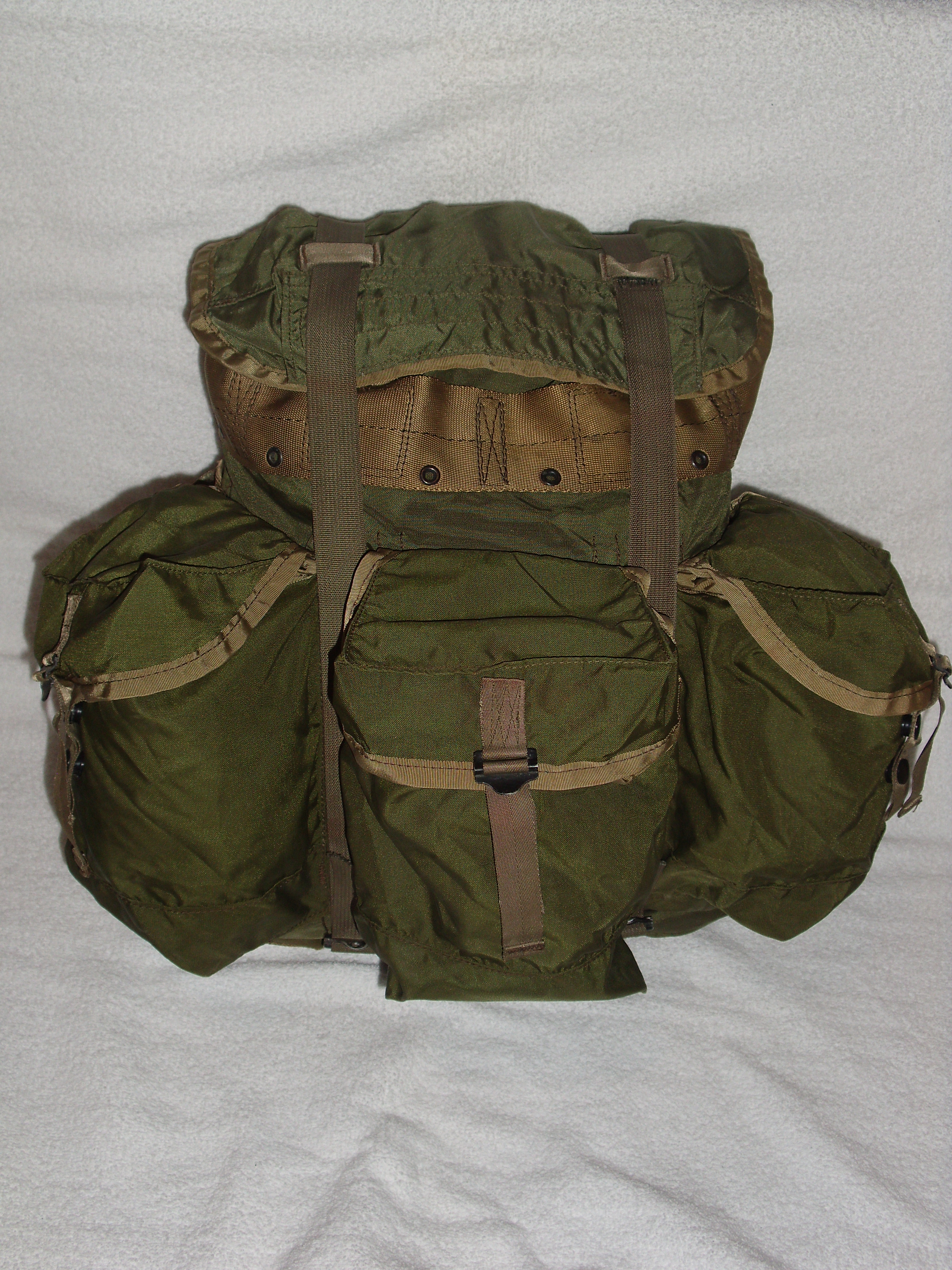
Tropical Rucksack (mặt trước)
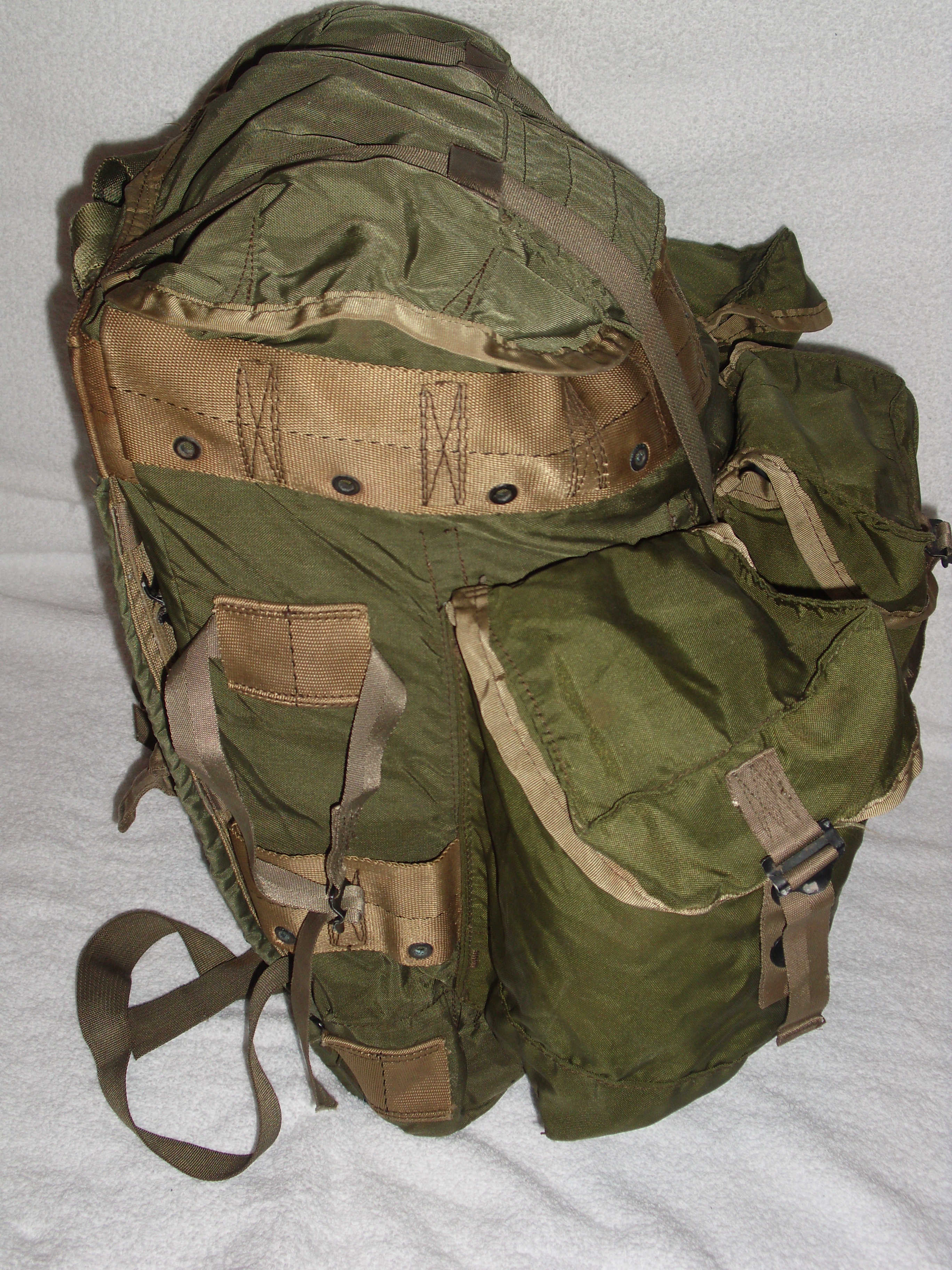
Tropical Rucksack (cạnh bên)
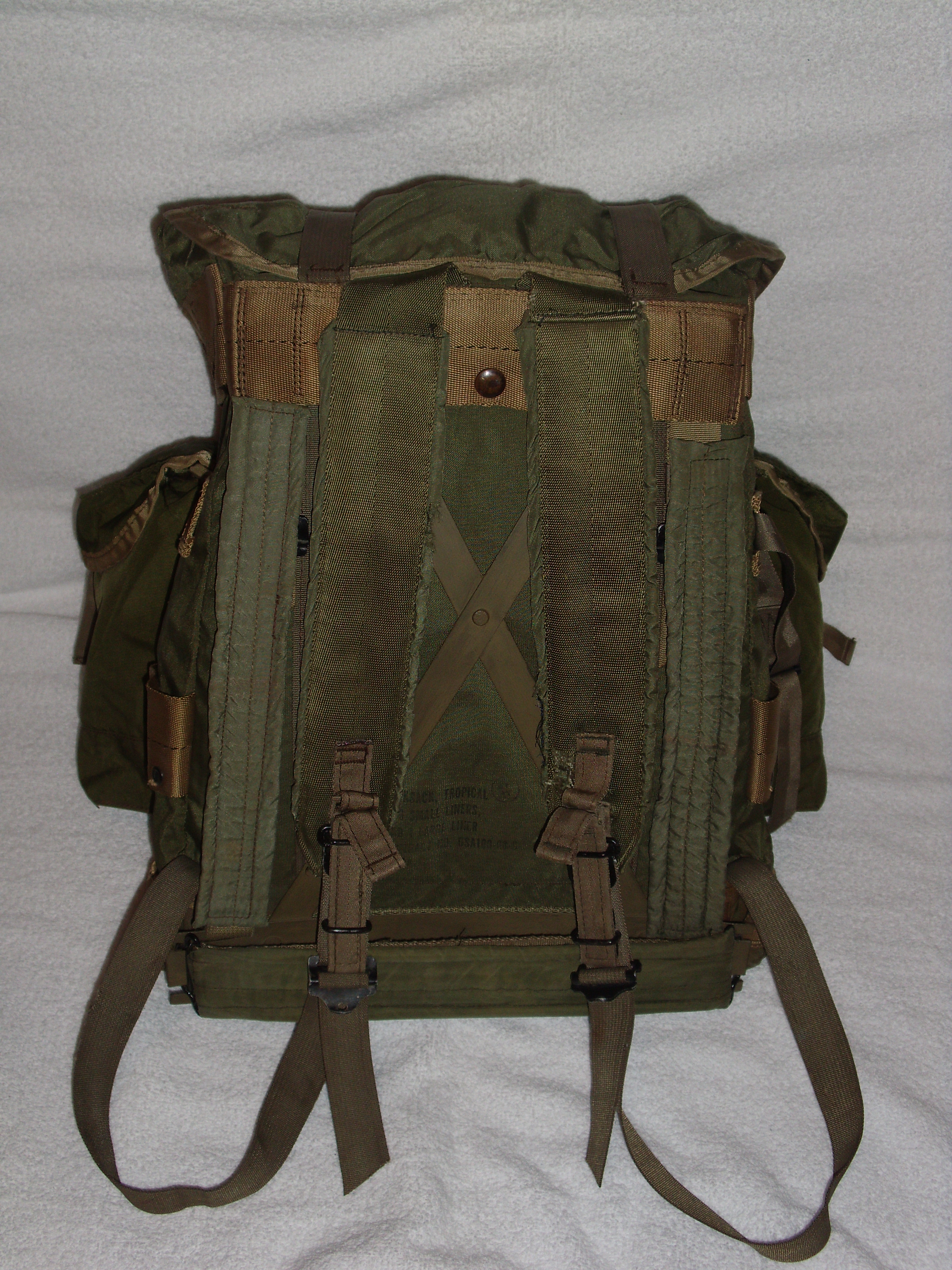
Tropical Rucksack (mặt sau)
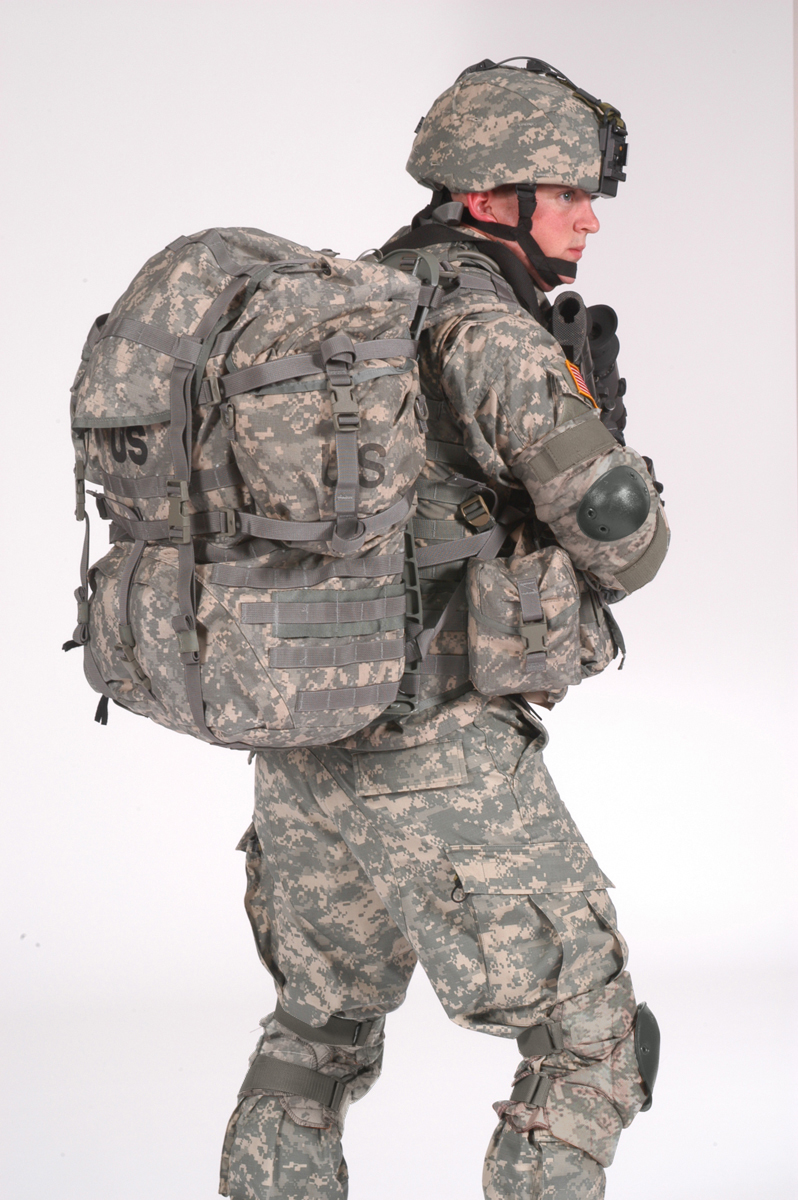
Ba lô quân đội